# Nadjah Attar
Pour les articles homonymes, voir Attar.
Nadjah Attar (arabe : نجاح العطار), née le 10 janvier 1933, est une linguiste, écrivain et femme d'État syrienne. Elle est ministre de la culture entre 1976 et 2000 puis vice-présidente de la République arabe syrienne de 2006 à 2024, poste qu'elle occupe en tandem avec Farouk el-Chareh.
Avec les Premières dames Rania de Jordanie et Asma el-Assad de Syrie, elle est l'une des rares femmes avec un rôle politique aussi important au Moyen-Orient. Elle est la première femme ministre dans l’histoire de la Syrie.

## Biographie
Nadjah el-Attar naît le 10 janvier 1933 et grandit à Damas. Son père compte parmi les leaders nationalistes qui ont pris part à la révolte syrienne de 1925-1927 contre le mandat français de Syrie.
Elle étudie à l’université de Damas, d’où elle sort diplômée en 1954. Elle décroche un doctorat en littérature arabe de l'université d'Édimbourg (Royaume-Uni) en 1958. Elle reçoit également un certain nombre d'autres diplômes, en relations internationales et dans la critique littéraire et artistique. Traductrice, elle enseigne dans des écoles secondaires à Damas après son retour du Royaume-Uni, puis travaille au sein du département de traduction du ministère de la Culture. En 1976, elle est nommée ministre de la Culture, poste qu'elle conserve jusqu'en 2000. En 2006, elle est nommée vice-présidente de la République arabe syrienne, fonction qu'elle occupe en tandem avec Farouk el-Chareh jusqu'à la chute du régime de Bachar el-Assad le 8 décembre 2024.
Son frère, Issam el-Attar, est le leader des Frères musulmans syriens et vit en exil à Aix-la-Chapelle, en Allemagne, depuis les années 1970.

## Sources
- (en) Cet article est partiellement ou en totalité issu de l’article de Wikipédia en anglais intitulé « Najah al-Attar » (voir la liste des auteurs).